# حشمت
حشمت نمایشنامه‌ای از محمد چرمشیر است که در فروردین ۱۳۷۷ توسط گروه تئاتر بازی، با کارگردانی بهرام عظیم‌پور و بازی آتیلا پسیانی در سالن کوچک تئاتر شهر به‌روی صحنه رفته است.